# Jennifer Kupcho
Jennifer Kupcho, née le 14 mai 1997 à Littleton, est une golfeuse professionnelle américaine évoluant sur le LPGA Tour. Au cours de sa carrière, elle a notamment remporté un tournoi majeur : le Chevron Championship en 2022.